# Knut Alvsson
Knut Alvsson aus dem Geschlecht Tre Rosor (* um 1455; † 18. August 1502 in Oslo) war ein norwegischer Ritter und hoher Lehnsmann (Høvedsmann).
Seine Eltern waren der Ritter und Reichsrat Alv Knutsson (um 1420 – um 1496) und dessen Frau Magnhild Oddsdatter (um 1425 – 1499). In erster Ehe heiratete er 1488 Görvel Eriksdotter Gyldenstierne (vor 1478 – vor 1495), Tochter von Erik Gyldenstierne († 1477 oder 1478) und dessen Frau Kristina Bonde (um 1432–1500), Tochter Konig Karl Knutson Bondes. In zweiter Ehe heiratete er um 1495 Mette Iversdatter Dyre (vor 1463 – um 1527), Tochter von Iver Jensson Dyre († um 1463) und dessen Frau Christine Pedersdatter Oxe († um 1503).
Knut Alvsson war Burghauptmann in Akershus und einer der reichsten Großgrundbesitzer Norwegens am Ende des 15. Jahrhunderts. Er führte den Aufstand gegen König Hans 1501–1502 an und wurde bei Verhandlungen in Oslo ermordet.

## Vermögen
Knut Alvsson gehörte der obersten Aristokratie in Norwegen an und hatte Landbesitz und Familienverbindungen in Norwegen, Schweden und Dänemark. Sein Vater gehörte zum schwedischen Adelsgeschlecht „Tre Rosor“. Die Mutter gehörte dem Finn-Geschlecht in Voss mit Landbesitz in Vestlandet an. Zu seinem Erbe von seinem Vater, das unter anderem den Giske-Landbesitz auf Sunnmøre, den Sudrheim-Landbesitz in Romerike, den Grefsheim-Landbesitz in Hedmark und den Bjarkøy-Grundbesitz in Nordnorwegen umfasste, kam noch der umfangreiche Landbesitz in Schweden durch seine Ehe mit Görvel Gyldenstierne, der Enkelin König Karl Knutson Bondes, und das große Vermögen in Dänemark durch seine zweite Frau Mette Dyre hinzu.

## Politik
In der Politik schwankte er zwischen Loyalität und Aufstand gegen König Hans. Dabei scheint jeweils sein Verhältnis
zu Henrik Krummedike maßgeblich gewesen zu sein. Die tiefe Feindschaft zwischen den beiden Familien geht bis zum Ende der 1440er Jahre zurück, als es zum Kampf zwischen Christians I. von Dänemark und König Karl von Schweden um den norwegischen Thron kam. Henrik Krummedikes Vater Hartvig soll den Mord an Erik Sæmundsson, dem Schwiegervater von Knuts Onkel und sein bester Gefolgsmann im sønnafjelske Norge, veranlasst haben. Unter der Regierung Christian I. wurde der Vater Knuts Alv bei größeren Belehnungen und höheren Ämtern, die er auf Grund seiner gesellschaftlichen Stellung und seines Vermögens nach damaligem Brauch beanspruchen konnte, übergangen. Stattdessen setzte König Christian Hartvik und Henrik Krummedike als seine wichtigsten Gefolgsleute in Norwegen ein. König Hans führte diese Politik im Großen und Ganzen weiter. Aber es kam doch zu einer gewissen Korrektur, als er den jüngeren Bruder Knuts Odd Alvsson 1494 zum Burghauptmann von Akershus ernannte. Als dieser 1497 starb, übernahm Knut das Lehen. Er kam sofort in Konflikt mit der dortigen Bevölkerung, als der Vogt Lasse Skjold von Bauern in Romerike erschlagen wurde. Die Bevölkerung solidarisierte sich mit den Totschlägern, weil Lasse Skjold sich mancherlei willkürlichen Rechtsbruchs gegen die Bauern schuldig gemacht hatte, und der Konflikt geriet auf dem Akersting im Februar 1498 fast zu einem Aufstand. Doch es gelang Knut Alvsson, sich mit den Bauern zu einigen. Die Unruhen in Østlandet von 1497 waren Teil umfassender sozialer Unruhen in Norwegen, bei denen auch andere hohe Persönlichkeiten ermordet wurden. Die ökonomischen und sozialen Bedingungen waren für die Bevölkerung immer schwieriger geworden, seit ausländische Adlige, die die Sprache nicht konnten und die norwegischen Gesetze nicht kannten, zu Vögten ernannt worden waren. Im Prozess auf dem Gerichtstag im Dezember 1498 wurden die sympathisierenden Bauern im Gegensatz zu denen, die sich aktiv zusammengerottet hatten, wegen ihrer Notlage ungewöhnlich milde bestraft. Die, die sich zusammengerottet hatten, hatten aber nach dem Gesetz Leben, Vermögen und Frieden verwirkt. Bei dem Urteil war Henrik Krummedike der königliche Stellvertreter, und er milderte das Urteil in hohe Geldstrafen ab. Nur der Mörder und seine unmittelbaren Mittäter wurden zu Umbotsmenn erklärt, also zu Gesetzlosen, was das Todesurteil nach sich zog. Knut Alvsson musste dieses Urteil als persönliche Kränkung von Krummedike und dem König auffassen. Dass Krummedike bei dieser Gelegenheit weitere Lehen übertragen wurden, wirkte in die gleiche Richtung. Im Sommer 1499 wurde Knut Alvsson das Schlosslehen Akershus abgenommen.

## Der Aufstand
Von 1498 bis 1501 hielt sich Knut Alvsson größtenteils in Schweden auf, wo er sich den Adelskreisen anschloss, die in Opposition zu König Hans standen. Die wichtigsten Personen dort waren Svante Nilsson (Sture), der frühere Reichsvorsteher Sten Sture der Ältere und Bischof Hemming Gadh (1501–1513 Bischof in Linköping), ehemaliger Gesandter der Kurie. Der König misstraute Knut Alvsson und den übrigen oppositionellen Adligen, was ab 1499 deutlich wurde und 1501 zur Entscheidung zwischen König und Adelsopposition führte: Im August kündigten die oppositionellen Adligen dem König die Gefolgschaft auf. Das war das Signal zu allgemeinem Aufruhr gegen den König in Schweden. Die Aufständischen verteilten die schwedischen Lehen unter sich. Knut Alvsson erhielt dabei die schwedischen Grenzlandschaften Värmland und Dalarna. Diese bildeten den Ausgangspunkt seiner militärischen Operationen vom Neujahr 1502 in Ostnorwegen. Binnen kurzem eroberte er die Festungen Akershus und Tønsberg. Sein verbündeter Niels Ravaldsson kontrollierte Sarpsborg und Marstrand. Dabei wurde er von der Bevölkerung unterstützt. Im Frühjahr 1502 scheint er in unterschiedlichem Umfang Westnorwegen beherrscht zu haben. Aber für einen Erfolg war die Eroberung der Festung Båhus entscheidend, die Henrik Krummedike befehligte. Die Belagerung war erfolglos, und im Juli wurde die Festung Elvhus in Båhuslän von Herzog Christian, dem späteren König Christian I., eingenommen. Henrik Krummedike gelang es aber nicht, die Festung Akershus zurückzuerobern.

## Das Ende
In dieser Situation kam es im August 1502 zu Verhandlungen in Oslo. Knut Alvsson wurde freies Geleit zu den Verhandlungen zugesichert, wurde aber während der Verhandlungen ermordet. Ob der Mord geplant war oder spontan bei einem Wortwechsel geschah, ist ungewiss. Jedenfalls bewirkte sein Tod, dass der Aufstand gegen den König in Norwegen zusammenbrach. Der Mord erregte großes Aufsehen bei den Zeitgenossen und wurde zu einer schweren Belastung für Krummedike und den König. Sofort nach dem Mord wurde in Oslo ein außerordentliches Stadtgericht zusammengerufen. Hier wurde Knut Alvsson postum wegen Treuebruchs und Verrats verurteilt und deshalb nicht in geweihter Erde bestattet. Doch die Vorgänge wurden in den Folgejahren zu einer immer schwereren Belastung. Das Urteil wurde zwar 1505 bestätigt. Doch 1514 wurde Knut Alvsson postum begnadigt und in der Mariakirche in Oslo beigesetzt. Das war für König Christian wichtig für einen Vergleich zwischen Krummedike und den Söhnen Knuts.

## Würdigung
Knut Alvsson wurde in den historischen Darstellungen bislang für den Niedergang Norwegens mitverantwortlich gemacht. Aber das ist differenzierter zu sehen. Seine Motive für den Aufstand gegen König Hans waren wohl zum Teil eine persönliche Rache an dem König und an Krummedike. Aber teilweise scheint er auch eine ratskonstitutionalistische Linie unterstützt zu haben, zum anderen Teil betonte er seine Verbundenheit mit dem alten norwegischen Königsgeschlecht.
Knut Alvsson hatte zwei Söhne, die beide ohne Erben starben. Sein Erbe ging dann auf die Tochter Bodil über und von ihr auf die Enkelin Gørvel Fadersdatter.